# Vertrag von Windsor (1899)
Im geheim gehaltenen Vertrag von Windsor (auch Windsor-Vertrag) wurde am 14. Oktober 1899 eine entstandene Kolonialkrise zwischen Großbritannien und Portugal gelöst. Beide Staaten erkannten gegenseitig ihre Besitzungen an. Großbritannien verpflichtete sich, die Integrität der portugiesischen Überseegebiete zu verteidigen und erhielt dafür das Recht der freien Truppenbewegung durch das Territorium der portugiesischen Kolonien in Afrika.

## Historischer Kontext
Der Vertrag von Windsor war für Portugal von großer Wichtigkeit, weil es vorher Kontakte zwischen dem Deutschen Reich und Großbritannien gegeben hatte. Gegenstand dieser Absprachen war eine Abgrenzung der jeweiligen Interessen im Süden Afrikas für den Fall, dass Portugal wegen seiner schlechten finanziellen Situation die Kolonien verkaufen oder verpfänden müsste.
Die beiden Kolonialmächte schlossen am 30. August 1898 vorsorglich den Angola-Vertrag, der die Aufteilung der Kolonien Mosambik und Angola für den Fall portugiesischer Zahlungsunfähigkeit vorsah. Die Briten bekundeten ihr besonderes Interesse an der Delagoa-Bucht und der Hafenstadt Lourenço Marques. Der Großteil Angolas, der Nordteil Mosambiks und der portugiesische Teil Timors in Südostasien sollten hingegen dem Deutschen Reich zugeschlagen werden.
Als Deutschland und Großbritannien im Jahr 1913 eine Erneuerung ihres Vertrages von 1898 sondierten, schlug der britische Außenminister Edward Grey vor, das Abkommen zusammen mit dem Angola-Vertrag und dem Windsor-Vertrag zu veröffentlichen, was die deutsche Regierung ablehnte.

## Bewertung
De facto hatten die Großmächte also bereits damit begonnen, Überlegungen über die Aufteilung des portugiesischen Kolonialreiches anzustellen. Dazu passt, dass auch die USA während des Spanisch-Amerikanischen Krieges überlegten, neben den spanischen Besitzungen (Philippinen, Kuba) die portugiesischen Azoren gleich mit zu annektieren. Der Vertrag von Windsor beendete diese Gefahr, die portugiesische Herrschaft in Mosambik und Angola wurde konsolidiert.

## Links
- Paul R. Kneisel: England, Germany and the Portuguese colonies, 1898–1914. Masterarbeit an der University of Louisville 1942.